# جون براكنزيك
جون براكنزيك (بالهولندية: Johan Braakensiek)‏ هو رسام هولندي، ولد في 24 مايو 1858 في أمستردام في هولندا، وتوفي بنفس المكان في 27 فبراير 1940.